# Asynapta mira
Asynapta mira är en tvåvingeart som beskrevs av Boris Mamaev och Zaitzev 1997. Asynapta mira ingår i släktet Asynapta och familjen gallmyggor. Inga underarter finns listade i Catalogue of Life.